# Jürgen Willebrand
Jürgen Willebrand (* 27. Oktober 1941 in Delbrück) ist ein deutscher Ozeanograph und emeritierter Professor für Theoretische Ozeanographie in Kiel.

## Leben und Werk
Willebrand studierte zunächst Physik, wechselte dann aber das Fach und wurde aber 1973 in Kiel in Ozeanographie promoviert. Im Jahr 1981 folgte die Habilitation. Nach Aufenthalten an der Princeton University, der University of Hawaii und am Max-Planck-Institut für Meteorologie in Hamburg nahm er 1983 einem Ruf an die Christian-Albrechts-Universität zu Kiel an, wo er zunächst das Institut für Meereskunde leitete. Nach der Fusion des Instituts mit dem Forschungszentrum für Marine Geowissenschaften (GEOMAR) zum GEOMAR Helmholtz-Zentrum für Ozeanforschung Kiel im Jahr 2004 übernahm er den Forschungsbereich Ozeanzirkulation und Klimadynamik am Leibniz-Institut für Meereswissenschaften (IFM-GEOMAR), wo er 2007 emeritiert wurde. Sein Forschungsschwerpunkt liegt auf der numerischen Modellierung der Ozeanzirkulation sowie der Rolle des Ozeans für das Klima und Klimaschwankungen.

## Ehrungen
Er erhielt 2001 von der European Geosciences Union die Fridtjof-Nansen-Medaille und wurde 2005 von der American Geophysical Union zum Fellow ernannt. Weiterhin ehrte die Deutsche Meteorologische Gesellschaft (DMG) Willebrand 2007 mit der Albert-Defant-Medaille.

## Schriften
Dirk Olbers, Jürgen Willebrand, Carsten Eden: Ocean Dynamics. Springer, Heidelberg, Dordrecht, London, New York, 2012, ISBN 978-3-642-23449-1.